# Ладихино
Ладихино — деревня в Великолукском районе Псковской области России. Входит в состав сельского поселения «Пореченская волость».
Расположена на востоке волости, на северо-восточном побережье Хребтовского озера, в 45 км к югу от райцентра Великие Луки и в 11 км к юго-востоку от волостного центра Поречье.

## Население
Численность населения деревни по состоянию на 2000 год составляла 38 жителей, на 2010 год — 41 житель.

## История
До 2005 года деревня входила в состав ныне упразднённой Урицкой волости.